# Kamienna (flod)
Kamienna er en flod i det centrale Polen, som er en venstre biflod til Wisła. Bortset fra sin kilde og udmunding, løber floden i Swietokrzyskie Voivodeship. Den er 138 kilometer lang, og dens afvandingsområde er 2007,9 km2. Geografer argumenterer for, om kilden til Kamienna ligger i et sumpet område nær landsbyen Antoniow (Powiat Szydłowiec, 361 meter over havets overflade), eller nær landsbyen Borki (også Powiat Szydłowiec). Dette resulterer i forskelle i beregningen af flodens længde. De fleste kilder angiver, at den er 138 kilometer lang, men efter nogle beretninger varierer længden fra 127 til 156 kilometer. Flodens munding ligger nær landsbyen Kepa Piotrowinska (Powiat Lipsko).
I modsætning til andre floder i det sydlige Polen (San eller Nida), har Kamienna ikke sit navn efter kelterne. Ifølge Zygmunt Gloger blev floden første gang nævnt i 1228. Jan Długosz kaldte den Kamionna, mens den på et kort fra 1815 hedder Kaimienka. Navnet er af slavisk oprindelse (ordet kamien betyder sten); tidligere blev det stavet Camoni (1379), Camyonna (1437), Camyen (1399), Kamienie (1399) og Kamienne (1393).
På den første strækning løber Kamienna parallelt med Swietokrzyskie-bjergene. Den har også en vis karakter af en bjergflod, da kilden ligger ca. 360 meter over havets overflade, mens mundingen er på 130 moh. Efter at have løbet gennem Wąchock forlader Kamienna bakkede områder for at komme ind i en bred dal, som indsnævres før Starachowice. Kamienna-dalen i sektoren fra Soltykow til Cmielow (74 kilometer) udgør en bekvem transportkorridor, hvor en jernbanelinje fra Koluszki til Ostrowiec blev bygget i 1885. I nærheden af Cmielow ændrer floden sin kurs og drejer mod nord. Til sidst løber den ud i Wisła, men før det løber det omkring to kilometer i Wisłas gamle urstrømsdal.
Kamienna løber gennem byerne Skarżysko-Kamienna, Wąchock, Starachowice og Ostrowiec Świętokrzyski. Der er fire reservoirer på floden: Zalew Bliżyński, Wąchock reservoiret, Zalew Starachowice-Pasternik eller Starachowicesøen og Zalew Brodzki eller Brodzkiesøen. Kamienna-dalen er tæt forbundet med tidlig polsk industrihistorie. Her ligger den gammelpolske industriregion, der er også turiststi kaldet Langs spor af teknologiske monumenter fra Kamienna-floden, som går fra Skarżysko-Kamienna til Ostrowiec Świętokrzyski.
De første industrianlæg dukkede op langs Kamienna i det 15. århundrede. I et dokument fra 1547 omtales en mine i Starachowice, som udgravede jernmalm. Lokale jernværker udviklede sig i slutningen af det 16. århundrede, og under kong Johan Sobieskis regeringstid blev der bygget en højovn i Bartow på Kamienna. Senere blev andre ovne tilføjet, ved Ruda Baltowska, Cmielow, Antoniow, Aleksandrów, Stefankow.
På grund af indsats fra Stanislaw Staszic blomstrede regionen i første halvdel af det 19. århundrede. Staszic udviklede en række metallurgiske faciliteter, der ligger langs Kamienna. De var alle planlagt til at skabe én stor virksomhed, kaldet Kamiennaflodens jernværker. Ifølge Stanislaw Staszics skøn var 54 ud af 172 jernmalmminer i den gamle industriregion placeret langs floden. Alle disse planer brød sammen efter novemberopstanden 1830-1831.